# Odontonia
× Odontonia viết tắt trong thương mại là Odtna. là một chi lan lai giữa các chi Miltonia và Odontoglossum (Milt. × Odm.).

## Hình ảnh

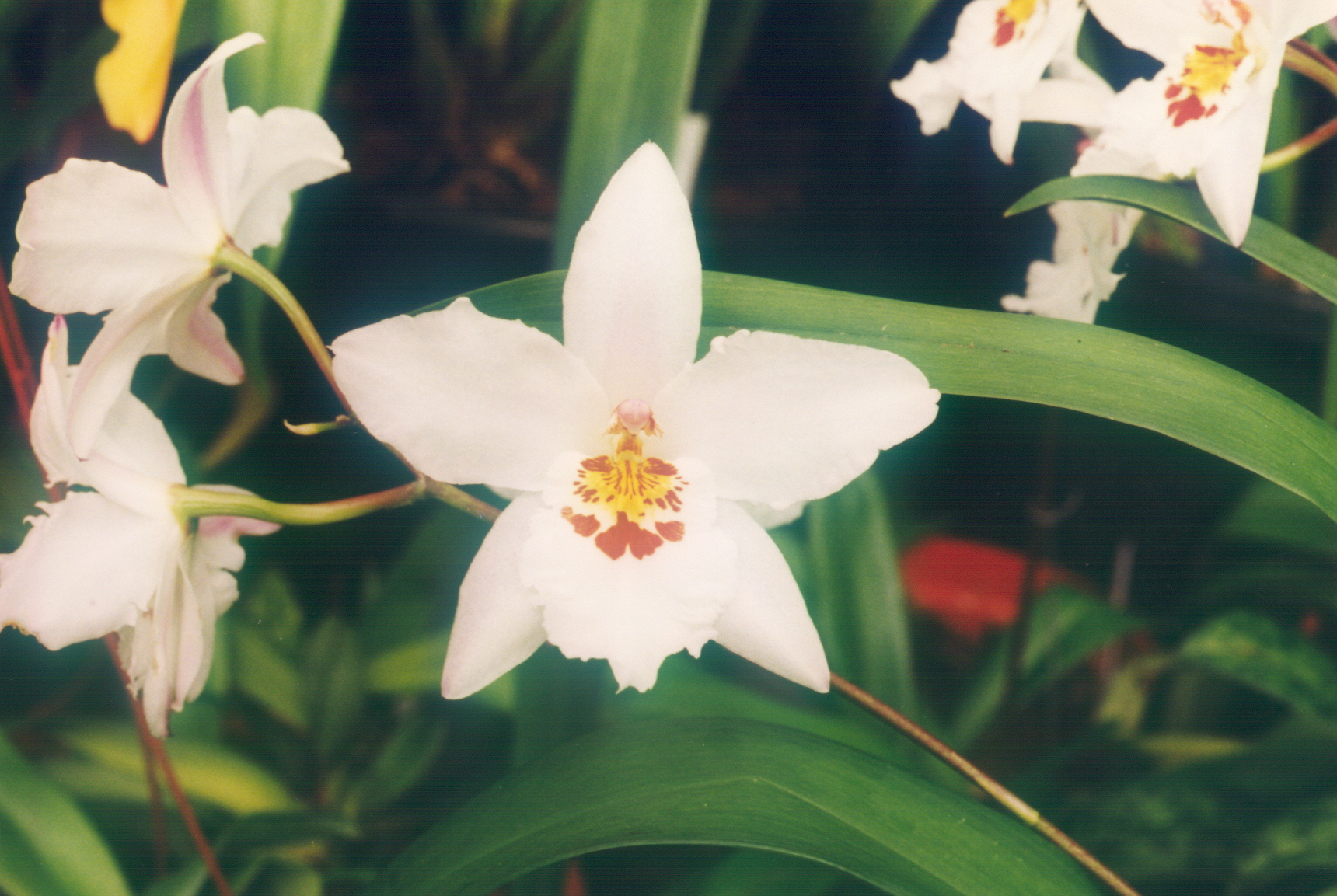
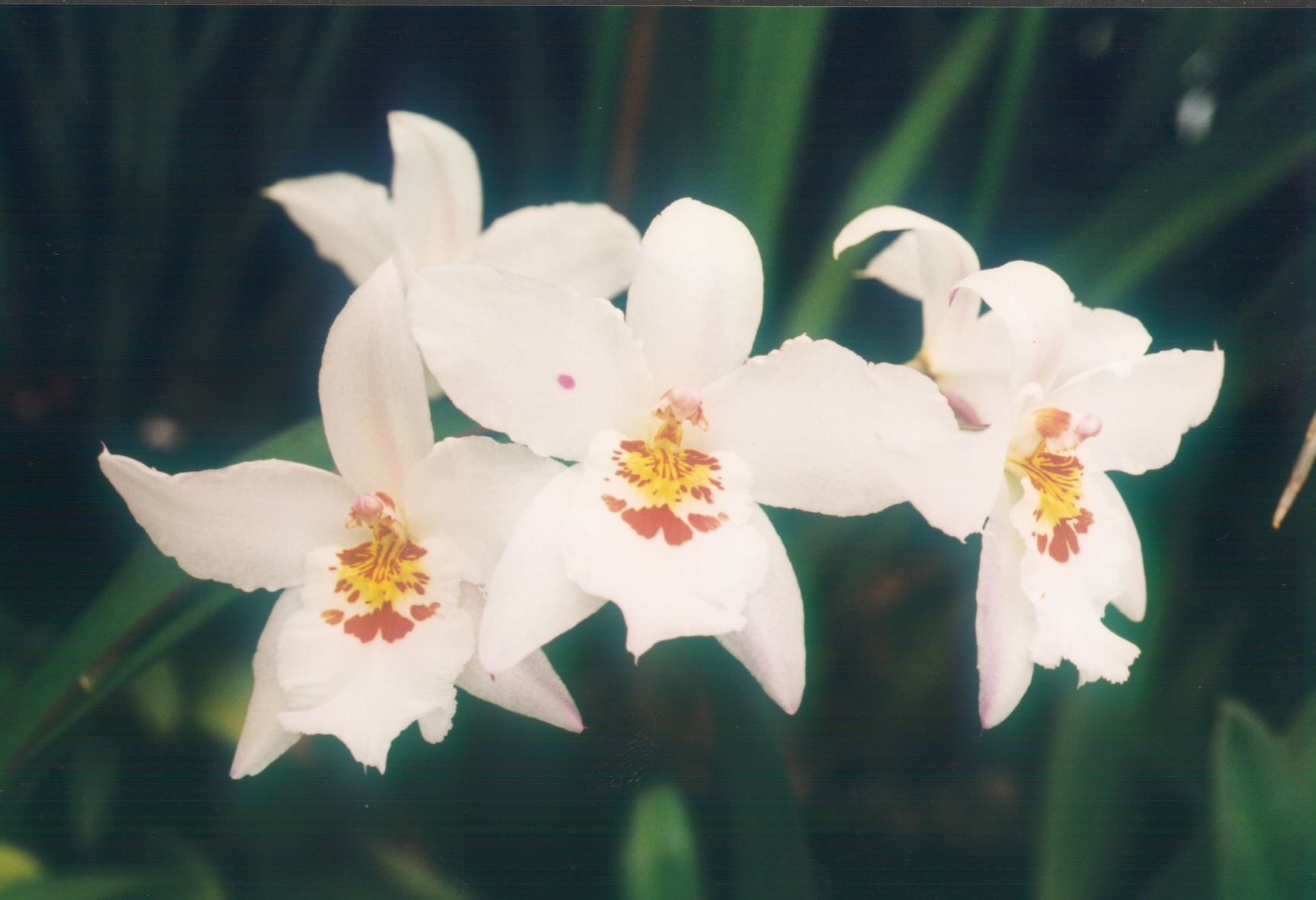
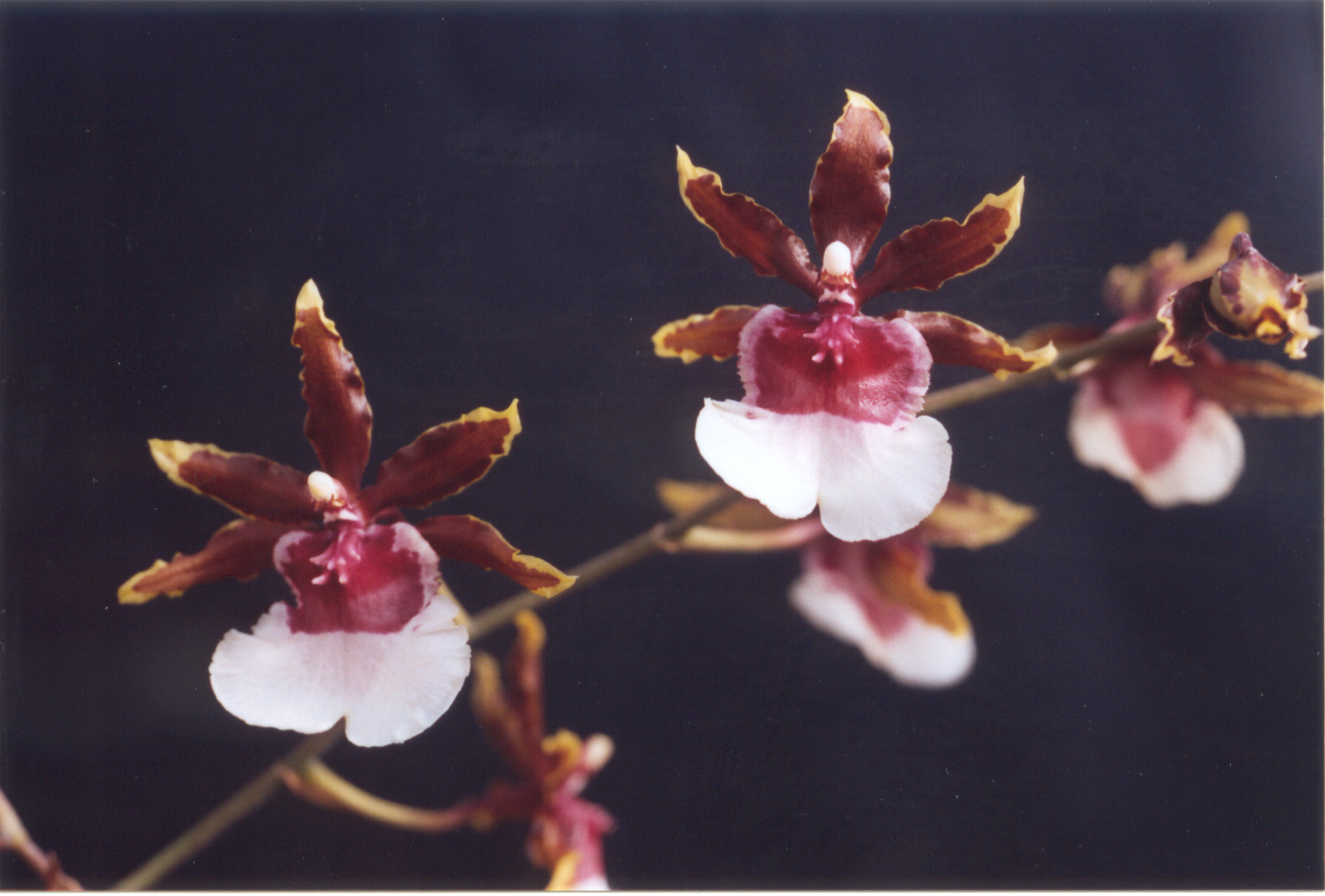
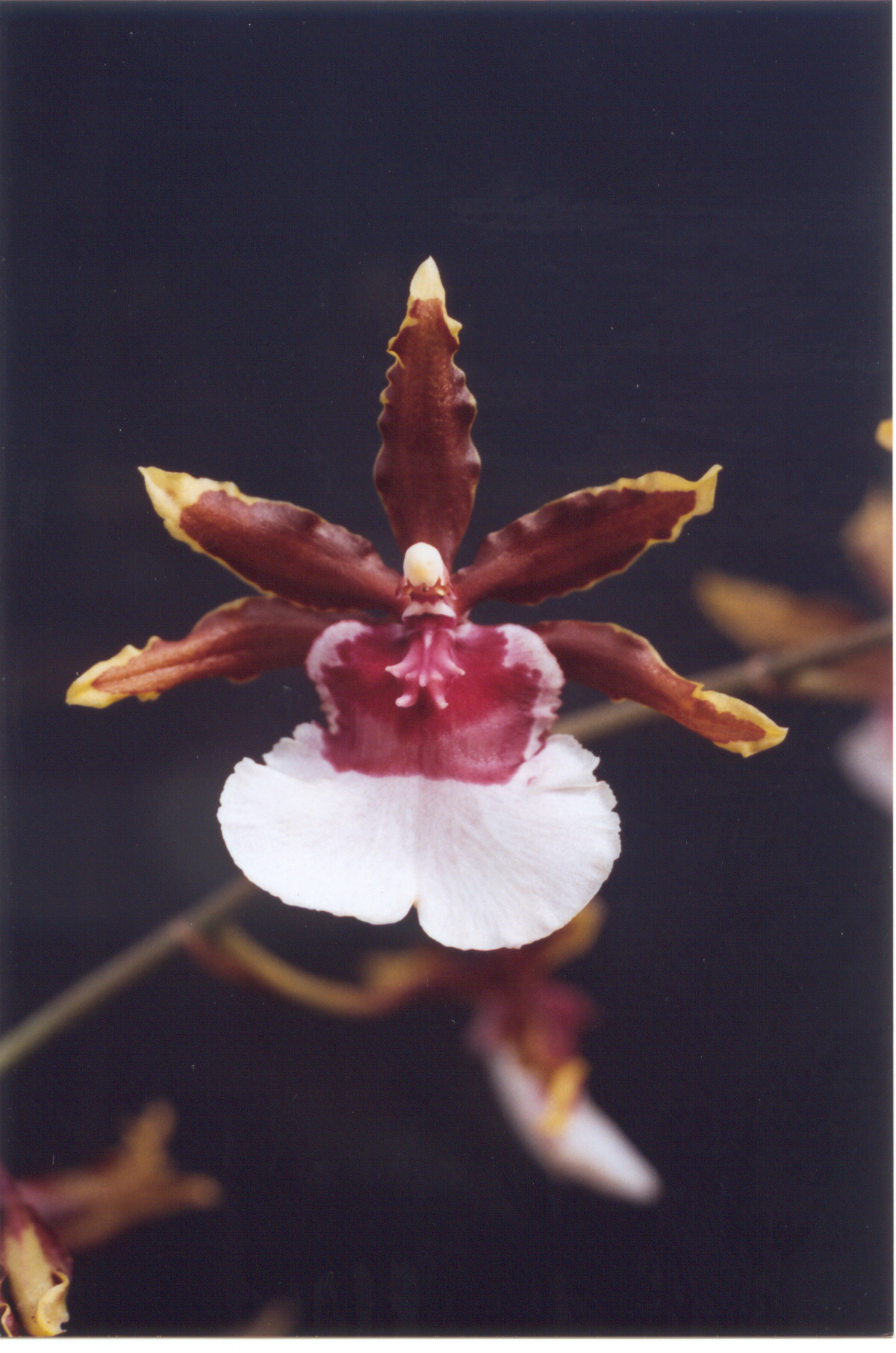